# Abacetus haemorrhous
Abacetus haemorrhous là một loài bọ chân chạy thuộc phân họ Pterostichinae. Loài này được Maximilien Chaudoir mô tả lần đầu năm 1878.